# Back in the Saddle Again
Singles de Gene Autry
Blueberry Hill
(1939) South of the Border
(1941)
Back in the Saddle Again est la chanson phare de Gene Autry,,.
La chanson a été écrite par Ray Whitley pour le film Border G-Man (en), sorti en 1938. La même année il l'a enregistrée avec son groupe Six Bar Cowboys pour Decca Records,,, et elle est sortie en 78 tours.
En 1939 cette chanson est chantée par Gene Autry dans le film Rovin' Tumbleweeds. Cette nouvelle version est créditée à Gene Autry et Ray Whitley. Ensuite Gene Autry l'a utilisée comme la chanson thème de son émission Gene Autry's Melody Ranch débutée à la CBS Radio Network le 7 janvier 1940 et comme la chanson-titre du son film Back in the Saddle Again sorti en 1941,,.

## Réception
La version de Gene Autry est sorti en 78 tours en 1939 et est devenu son deuxième disque d'or (aux États-Unis).
Le single (78 tours) original de Gene Autry (publié sur le label Vocalion Records en 1939) a été inscrit au Grammy Hall of Fame en 1997.